# Grand Prix Niemiec 2014
Grand Prix Niemiec 2014 (oficjalnie Formula 1 Grosser Preis Santander von Deutschland 2014) – dziesiąta eliminacja Mistrzostw Świata Formuły 1 w sezonie 2014.

## Lista startowa
Źródło: Wyprzedź Mnie!
Na niebieskim tle kierowcy biorący udział jedynie w piątkowych treningach
| Nr | Kierowca            | Zespół                        | Samochód               | Silnik                         | Opony |
| -- | ------------------- | ----------------------------- | ---------------------- | ------------------------------ | ----- |
| 1  | Sebastian Vettel    | Infiniti Red Bull Racing      | Red Bull RB10          | Renault Energy F1-2014 1.6T V6 | P     |
| 3  | Daniel Ricciardo    | Infiniti Red Bull Racing      | Red Bull RB10          | Renault Energy F1-2014 1.6T V6 | P     |
| 4  | Max Chilton         | Marussia F1 Team              | Marussia MR03          | Ferrari 059/3 1.6T V6          | P     |
| 6  | Nico Rosberg        | Mercedes AMG Petronas F1 Team | Mercedes F1 W05 Hybrid | Mercedes-Benz PU106A 1.6T V6   | P     |
| 7  | Kimi Räikkönen      | Scuderia Ferrari              | Ferrari F14 T          | Ferrari 059/3 1.6T V6          | P     |
| 8  | Romain Grosjean     | Lotus F1 Team                 | Lotus E22              | Renault Energy F1-2014 1.6T V6 | P     |
| 9  | Marcus Ericsson     | Caterham F1 Team              | Caterham CT05          | Renault Energy F1-2014 1.6T V6 | P     |
| 10 | Kamui Kobayashi     | Caterham F1 Team              | Caterham CT05          | Renault Energy F1-2014 1.6T V6 | P     |
| 11 | Sergio Pérez        | Sahara Force India F1 Team    | Force India VJM07      | Mercedes-Benz PU106A 1.6T V6   | P     |
| 13 | Pastor Maldonado    | Lotus F1 Team                 | Lotus E22              | Renault Energy F1-2014 1.6T V6 | P     |
| 14 | Fernando Alonso     | Scuderia Ferrari              | Ferrari F14 T          | Ferrari 059/3 1.6T V6          | P     |
| 17 | Jules Bianchi       | Marussia F1 Team              | Marussia MR03          | Ferrari 059/3 1.6T V6          | P     |
| 19 | Felipe Massa        | Williams Martini Racing       | Williams FW36          | Mercedes-Benz PU106A 1.6T V6   | P     |
| 20 | Kevin Magnussen     | McLaren Mercedes              | McLaren MP4-29         | Mercedes-Benz PU106A 1.6T V6   | P     |
| 21 | Esteban Gutiérrez   | Sauber F1 Team                | Sauber C33             | Ferrari 059/3 1.6T V6          | P     |
| 22 | Jenson Button       | McLaren Mercedes              | McLaren MP4-29         | Mercedes-Benz PU106A 1.6T V6   | P     |
| 25 | Jean-Éric Vergne    | Scuderia Toro Rosso           | Toro Rosso STR9        | Renault Energy F1-2014 1.6T V6 | P     |
| 26 | Daniił Kwiat        | Scuderia Toro Rosso           | Toro Rosso STR9        | Renault Energy F1-2014 1.6T V6 | P     |
| 27 | Nico Hülkenberg     | Sahara Force India F1 Team    | Force India VJM07      | Mercedes-Benz PU106A 1.6T V6   | P     |
| 36 | Giedo van der Garde | Sauber F1 Team                | Sauber C33             | Ferrari 059/3 1.6T V6          | P     |
| 41 | Susie Wolff         | Williams Martini Racing       | Williams FW36          | Mercedes-Benz PU106A 1.6T V6   | P     |
| 44 | Lewis Hamilton      | Mercedes AMG Petronas F1 Team | Mercedes F1 W05 Hybrid | Mercedes-Benz PU106A 1.6T V6   | P     |
| 77 | Valtteri Bottas     | Williams Martini Racing       | Williams FW36          | Mercedes-Benz PU106A 1.6T V6   | P     |
| 99 | Adrian Sutil        | Sauber F1 Team                | Sauber C33             | Ferrari 059/3 1.6T V6          | P     |
| Nr | Kierowca            | Zespół                        | Samochód               | Silnik                         | Opony |

## Wyniki

### Sesje treningowe
Źródło: Wyprzedź Mnie!
| Sesja | Nr | Kierowca       | Konstruktor | Czas     | Okr. |
| ----- | -- | -------------- | ----------- | -------- | ---- |
| 1     | 6  | Nico Rosberg   | Mercedes    | 1:19,131 | 29   |
| 2     | 44 | Lewis Hamilton | Mercedes    | 1:18,341 | 38   |
| 3     | 6  | Nico Rosberg   | Mercedes    | 1:17,779 | 24   |

### Kwalifikacje
Źródło: Wyprzedź Mnie!
| Poz. | Nr | Kierowca          | Konstruktor          | Q1       | Q2       | Q3       | Poz. s. |
| ---- | -- | ----------------- | -------------------- | -------- | -------- | -------- | ------- |
| 1    | 6  | Nico Rosberg      | Mercedes             | 1:17,631 | 1:17,109 | 1:16,540 | 1       |
| 2    | 77 | Valtteri Bottas   | Williams             | 1:18,215 | 1:17,353 | 1:16,759 | 2       |
| 3    | 19 | Felipe Massa      | Williams             | 1:18,381 | 1:17,370 | 1:17,078 | 3       |
| 4    | 20 | Kevin Magnussen   | McLaren-Mercedes     | 1:18,260 | 1:17,788 | 1:17,214 | 4       |
| 5    | 3  | Daniel Ricciardo  | Red Bull–Renault     | 1:18,117 | 1:17,855 | 1:17,273 | 5       |
| 6    | 1  | Sebastian Vettel  | Red Bull–Renault     | 1:18,194 | 1:17,646 | 1:17,577 | 6       |
| 7    | 14 | Fernando Alonso   | Ferrari              | 1:18,389 | 1:17,866 | 1:17,649 | 7       |
| 8    | 26 | Daniił Kwiat      | Toro Rosso–Renault   | 1:18,530 | 1:18,103 | 1:17,965 | 8       |
| 9    | 27 | Nico Hülkenberg   | Force India–Mercedes | 1:18,927 | 1:18,017 | 1:18,014 | 9       |
| 10   | 11 | Sergio Pérez      | Force India–Mercedes | 1:18,916 | 1:18,161 | 1:18,035 | 10      |
| 11   | 22 | Jenson Button     | McLaren–Mercedes     | 1:18,425 | 1:18,193 | –        | 11      |
| 12   | 7  | Kimi Räikkönen    | Ferrari              | 1:18,534 | 1:18,273 | –        | 12      |
| 13   | 25 | Jean-Éric Vergne  | Toro Rosso–Renault   | 1:18,496 | 1:18,285 | –        | 13      |
| 14   | 21 | Esteban Gutiérrez | Sauber–Ferrari       | 1:18,739 | 1:18,787 | –        | 17      |
| 15   | 8  | Romain Grosjean   | Lotus–Renault        | 1:18,894 | 1:18,983 | –        | 14      |
| 16   | 44 | Lewis Hamilton    | Mercedes             | 1:18,683 | –        | –        | 20      |
| 17   | 99 | Adrian Sutil      | Sauber–Ferrari       | 1:19,142 | –        | –        | 15      |
| 18   | 17 | Jules Bianchi     | Marussia–Ferrari     | 1:19,676 | –        | –        | 16      |
| 19   | 13 | Pastor Maldonado  | Lotus–Renault        | 1:20,195 | –        | –        | 18      |
| 20   | 10 | Kamui Kobayashi   | Caterham–Renault     | 1:20,408 | –        | –        | 19      |
| 21   | 4  | Max Chilton       | Marussia–Ferrari     | 1:20,489 | –        | –        | 21      |
|      | 9  | Marcus Ericsson   | Caterham–Renault     | –        | –        | –        | PIT     |

### Wyścig

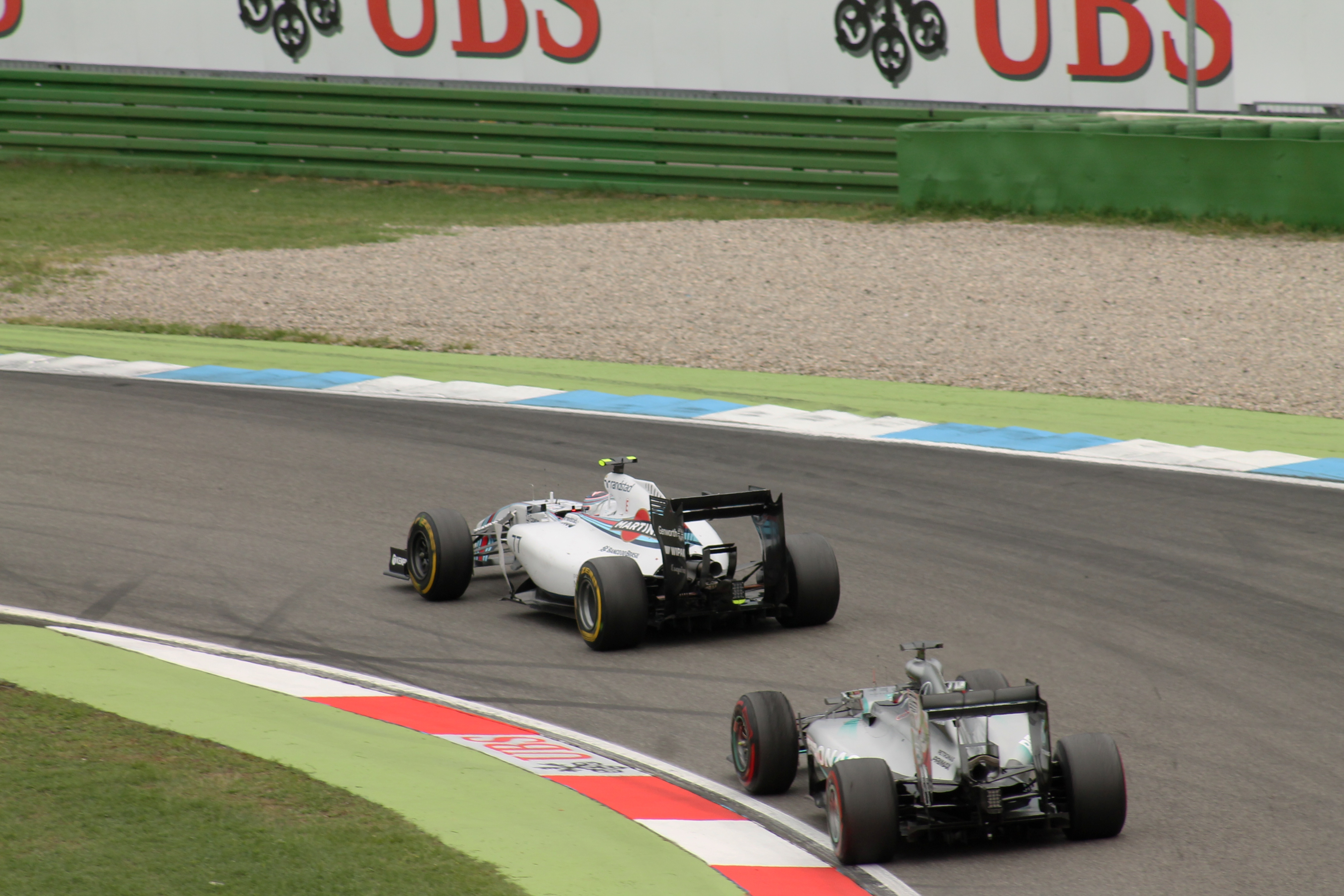
Valtteri Bottas i Lewis Hamilton podczas jednego z ostatnich okrążeń wyścigu

Źródło: Wyprzedź Mnie!
| P                 | + / –     | Nr | Kierowca          | Konstruktor          | Okr. | Czas / Strata         | Komentarz |
| ----------------- | --------- | -- | ----------------- | -------------------- | ---- | --------------------- | --------- |
| 1                 | Bez zmian | 6  | Nico Rosberg      | Mercedes             | 67   | 1h33m42,914           |           |
| 2                 | Bez zmian | 77 | Valtteri Bottas   | Williams–Mercedes    | 67   | +0:20,789             |           |
| 3                 | 17        | 44 | Lewis Hamilton    | Mercedes             | 67   | +0:22,530             |           |
| 4                 | 2         | 1  | Sebastian Vettel  | Red Bull–Renault     | 67   | +0:44,014             |           |
| 5                 | 2         | 14 | Fernando Alonso   | Ferrari              | 67   | +0:52,467             |           |
| 6                 | 1         | 3  | Daniel Ricciardo  | Red Bull–Renault     | 67   | +0:52,549             |           |
| 7                 | 2         | 27 | Nico Hülkenberg   | Force India–Mercedes | 67   | +1:04,178             |           |
| 8                 | 3         | 22 | Jenson Button     | McLaren–Mercedes     | 67   | +1:24,711             |           |
| 9                 | 5         | 20 | Kevin Magnussen   | McLaren–Mercedes     | 66   | +1 okr.               |           |
| 10                | Bez zmian | 11 | Sergio Pérez      | Force India–Mercedes | 66   | +1 okr.               |           |
| 11                | 1         | 7  | Kimi Räikkönen    | Ferrari              | 66   | +1 okr.               |           |
| 12                | 6         | 13 | Pastor Maldonado  | Lotus–Renault        | 66   | +1 okr.               |           |
| 13                | Bez zmian | 25 | Jean-Éric Vergne  | Toro Rosso–Renault   | 66   | +1 okr.               | [ 8 ]     |
| 14                | 2         | 21 | Esteban Gutiérrez | Sauber–Ferrari       | 66   | +1 okr.               |           |
| 15                | 2         | 17 | Jules Bianchi     | Marussia–Ferrari     | 66   | +1 okr.               |           |
| 16                | 3         | 10 | Kamui Kobayashi   | Caterham–Renault     | 65   | +2 okr.               |           |
| 17                | 4         | 4  | Max Chilton       | Marussia–Ferrari     | 65   | +2 okr.               |           |
| 18                | 4         | 9  | Marcus Ericsson   | Caterham–Renault     | 65   | +2 okr.               |           |
| Niesklasyfikowani |           |    |                   |                      |      |                       |           |
|                   |           | 99 | Adrian Sutil      | Sauber–Ferrari       | 47   | poślizg               |           |
|                   |           | 26 | Daniił Kwiat      | Toro Rosso–Renault   | 44   | pożar                 |           |
|                   |           | 8  | Romain Grosjean   | Lotus–Renault        | 26   | turbo                 |           |
|                   |           | 19 | Felipe Massa      | Williams–Mercedes    | 0    | kolizja z Magnussenem |           |
| P                 | + / –     | Nr | Kierowca          | Konstruktor          | Okr. | Czas / Strata         | Komentarz |

### Najszybsze okrążenie
Źródło: Wyprzedź Mnie!
| Nr | Kierowca       | Konstruktor | Czas     | Okr. |
| -- | -------------- | ----------- | -------- | ---- |
| 44 | Lewis Hamilton | Mercedes    | 1:19,908 | 53   |

## Prowadzenie w wyścigu
Źródło: Racing–Reference.info
| Nr                              | Kierowca     | Okrążenia | Suma |
| ------------------------------- | ------------ | --------- | ---- |
| 6                               | Nico Rosberg | 1-67      | 67   |
| \| Wykres \| \| ------ \| \| \| |              |           |      |
| Wykres                          |              |           |      |
|                                 |              |           |      |

## Klasyfikacja po wyścigu

### Kierowcy
| P  | +/− | Kierowca          | Starty | Punkty | P1 | P2 | P3 | PP | NO | NS |
| -- | --- | ----------------- | ------ | ------ | -- | -- | -- | -- | -- | -- |
| 1  | 0   | Nico Rosberg      | 10     | 190    | 4  | 5  | –  | 5  | 3  | 1  |
| 2  | 0   | Lewis Hamilton    | 10     | 176    | 5  | 2  | 1  | 4  | 3  | 2  |
| 3  | 0   | Daniel Ricciardo  | 10     | 106    | 1  | –  | 3  | –  | –  | 2  |
| 4  | 0   | Fernando Alonso   | 10     | 97     | –  | –  | 1  | –  | –  | –  |
| 5  | 0   | Valtteri Bottas   | 10     | 91     | –  | 2  | 1  | –  | –  | 1  |
| 6  | 0   | Sebastian Vettel  | 10     | 82     | –  | –  | 2  | –  | 1  | 3  |
| 7  | 0   | Nico Hülkenberg   | 10     | 69     | –  | –  | –  | –  | –  | –  |
| 8  | 0   | Jenson Button     | 10     | 59     | –  | –  | 1  | –  | –  | –  |
| 9  | 0   | Kevin Magnussen   | 10     | 37     | –  | 1  | –  | –  | –  | 1  |
| 10 | 0   | Felipe Massa      | 10     | 30     | –  | –  | –  | 1  | 1  | 3  |
| 11 | 0   | Sergio Pérez      | 9      | 29     | –  | –  | 1  | –  | 1  | 1  |
| 12 | 0   | Kimi Räikkönen    | 10     | 19     | –  | –  | –  | –  | 1  | 1  |
| 13 | 0   | Jean-Éric Vergne  | 10     | 9      | –  | –  | –  | –  | –  | 4  |
| 14 | 0   | Romain Grosjean   | 10     | 8      | –  | –  | –  | –  | –  | 4  |
| 15 | 0   | Daniił Kwiat      | 10     | 6      | –  | –  | –  | –  | –  | 3  |
| 16 | 0   | Jules Bianchi     | 10     | 2      | –  | –  | –  | –  | –  | 3  |
| 17 | 0   | Adrian Sutil      | 10     | 0      | –  | –  | –  | –  | –  | 5  |
| 18 | 0   | Marcus Ericsson   | 10     | 0      | –  | –  | –  | –  | –  | 4  |
| 19 | 0   | Pastor Maldonado  | 9      | 0      | –  | –  | –  | –  | –  | 3  |
| 20 | 0   | Esteban Gutiérrez | 10     | 0      | –  | –  | –  | –  | –  | 4  |
| 21 | 0   | Max Chilton       | 10     | 0      | –  | –  | –  | –  | –  | 1  |
| 22 | 0   | Kamui Kobayashi   | 10     | 0      | –  | –  | –  | –  | –  | 3  |
| P  | +/− | Kierowca          | Starty | Punkty | P1 | P2 | P3 | PP | NO | NS |

### Konstruktorzy
| P  | +/− | Konstruktor          | Starty | Punkty | P1 | P2 | P3 | PP | NO | NS |
| -- | --- | -------------------- | ------ | ------ | -- | -- | -- | -- | -- | -- |
| 1  | 0   | Mercedes             | 20     | 366    | 9  | 7  | 1  | 9  | 6  | 2  |
| 2  | 0   | Red Bull–Renault     | 20     | 188    | 1  | –  | 5  | –  | 1  | 5  |
| 3  | +1  | Williams–Mercedes    | 20     | 121    | –  | 2  | 1  | 1  | 1  | 4  |
| 4  | −1  | Ferrari              | 20     | 116    | –  | –  | 1  | –  | 1  | 1  |
| 5  | 0   | Force India–Mercedes | 19     | 98     | –  | –  | 1  | –  | 1  | 1  |
| 6  | 0   | McLaren–Mercedes     | 20     | 96     | –  | 1  | 1  | –  | –  | 1  |
| 7  | 0   | Toro Rosso–Renault   | 20     | 15     | –  | –  | –  | –  | –  | 9  |
| 8  | 0   | Lotus–Renault        | 19     | 8      | –  | –  | –  | –  | –  | 7  |
| 9  | 0   | Marussia–Ferrari     | 20     | 2      | –  | –  | –  | –  | –  | 4  |
| 10 | 0   | Sauber–Ferrari       | 20     | 0      | –  | –  | –  | –  | –  | 9  |
| 11 | 0   | Caterham–Renault     | 20     | 0      | –  | –  | –  | –  | –  | 7  |
| P  | +/− | Konstruktor          | Starty | Punkty | P1 | P2 | P3 | PP | NO | NS |